# Treuzy-Levelay
Treuzy-Levelay település Franciaországban, Seine-et-Marne megyében. Lakosainak száma 440 fő (2022. január 1.). Treuzy-Levelay Darvault, Nanteau-sur-Lunain, Nonville, Poligny, Villemer és Villemaréchal községekkel határos.

## Népesség
A település népessége az elmúlt években az alábbi módon változott:
| Lakosok száma | 455  | 446  | 442  | 425  | 418  | 411  | 404  | 421  | 440  |
|               | 2013 | 2015 | 2016 | 2017 | 2018 | 2019 | 2020 | 2021 | 2022 |